# Asaf Hanuka
Asaf Hanuka (אסף חנוכה, geboren 1974 in Tel Aviv) ist ein israelischer Comiczeichner,  Illustrator und Autor von Graphic Novels, der durch sein autobiografisches Comicbuch Der Realist bekannt wurde. Er ist der Zwillingsbruder des Illustrators Tomer Hanuka.

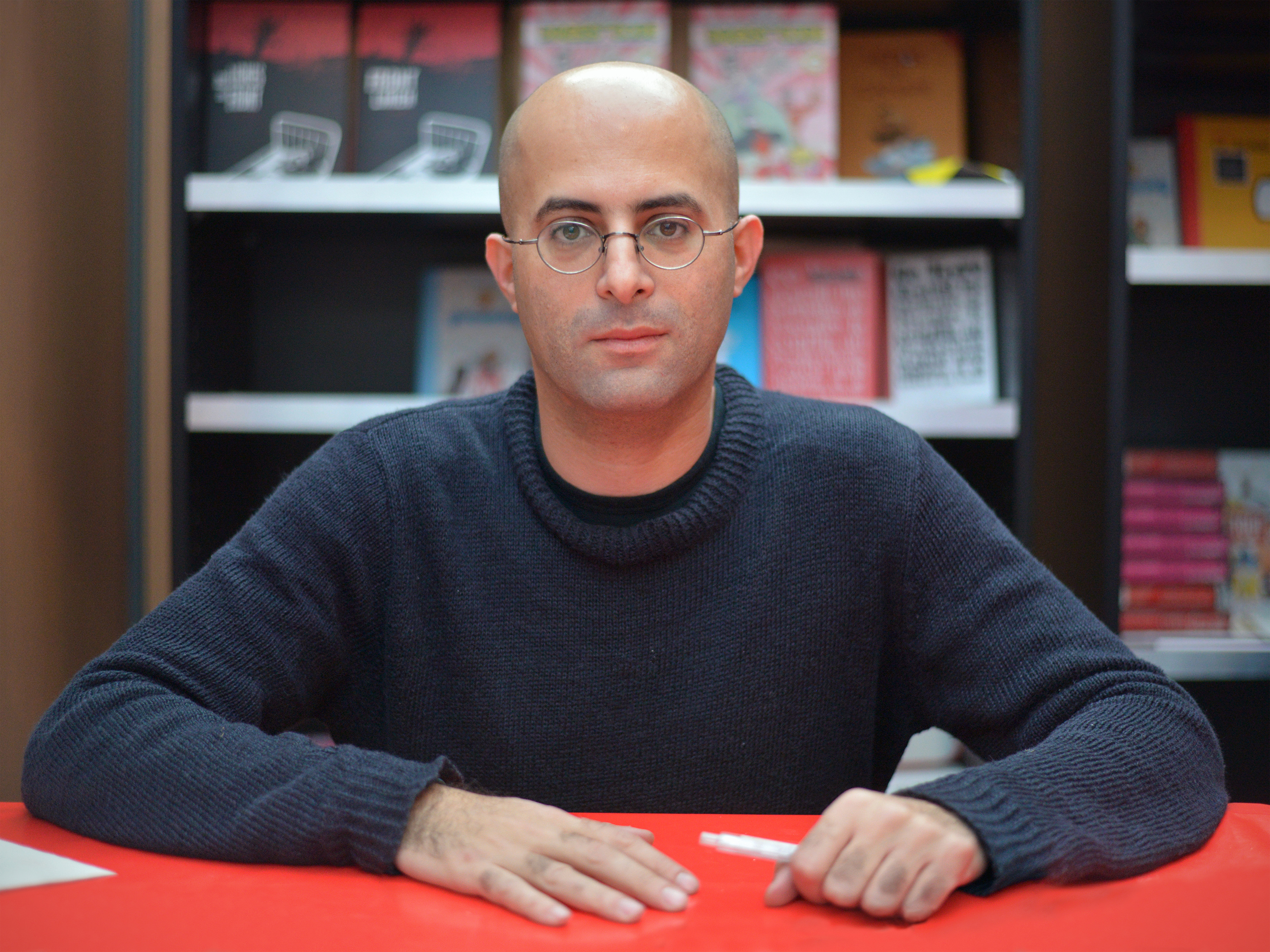
Asaf Hanuka (2015)

## Leben und künstlerische Karriere
Asaf Hanuka wurde 1974 in Tel Aviv als Sohn einer aus Bagdad stammenden Irakerin und eines Israelis geboren. Er studierte in Lyon Sequentielle Illustration und arbeitete ab 1995 zunächst als kommerzieller Illustrator. Zu seinen Auftraggebern gehörten unter anderem Nike, Canal+, Rolling Stone, Fortune, New York Times, Time, Wall Street Journal, Forbes, PC Magazin, Newsweek, Men’s Health und weitere.
Während seiner Armeezeit begann Hanuka mit dem israelischen Schriftsteller Etgar Keret zusammenzuarbeiten. Im Jahr 1997 wurde eine Sammlung von Kerets Erzählungen mit Illustrationen von Asaf Hanuka mit dem Titel Straßen voller Wut veröffentlicht. Ihr zweites Gemeinschaftsprojekt Pizzeria Kamikaze wurde 2007 für den Eisner Award nominiert und ins Englische, Französische und Spanische übersetzt.
Hanuka arbeitete bei dem 2004 in Frankreich erschienenen Carton Jaune! mit dem französischen Kriminalschriftsteller Didier Daeninckx zusammen.

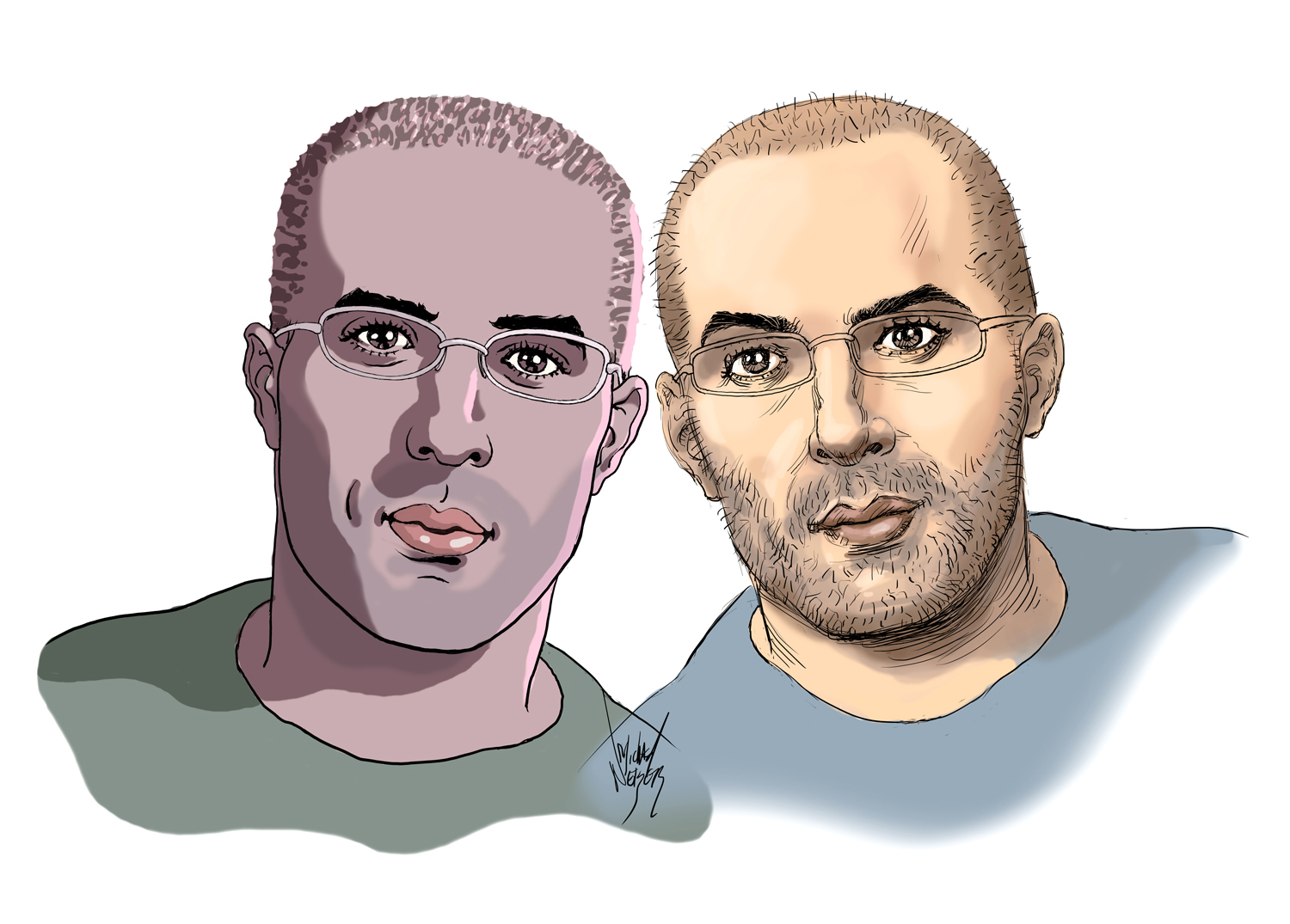
Asaf Hanuka (rechts) und sein Bruder Tomer

Sein autobiografischer Comic The Realist erschien im Januar 2010 und wurde im israelischen Wirtschaftsmagazin „Calcalist“ (hebräisch כלכליסט) veröffentlicht. Er gewann eine Goldmedaille der „Gesellschaft der Illustratoren“ im Jahr 2010 und eine Exzellenz-Auszeichnung beim „Communication Arts Annual“. In Frankreich wurden in den Jahren 2012, 2014 und 2016 drei Ausgaben von The Realist in Buchform verlegt. Der Comic wurde in 6 Sprachen übersetzt.
Gemeinsam mit seinem Zwillingsbruder Tomer, der ebenfalls Comiczeichner und Illustrator ist, schuf er die experimentelle Comicbuch-Serie Bipolar, die bei Alternative Comics erschien und für den Ignatz Award nominiert wurde. Ihr Comicbuch mit dem Titel The Divine, geschrieben von Boaz Lavie, erschien 2015 auf Englisch und Französisch.
Asaf Hanuka hat ebenfalls an dem für einen Oscar nominierten animierten Dokumentarfilm Waltz with Bashir künstlerisch mitgewirkt.

## Persönliches
Hanuka ist verheiratet und Vater eines Sohnes. Er lebt mit seiner Familie in Tel Aviv, wo er gemeinsam mit seinem Bruder ein Büro betreibt.

## Veröffentlichungen (Auswahl)
englisch
- Bipolar mit Tomer Hanuka, Alternative Comics, Gainesville 2000, ISBN 978-1-891867330.
- Pizzeria Kamikaze mit Etgar Keret, Alternative Comics, Gainesville 2005, ISBN 1-891867-90-3.
- The Divine mit Tomer Hanuka, Text von Boaz Lavie, Roaring Book Press, New York 2015, ISBN 978-1596436749.

hebräisch
- Simta'ot Ha'zaam (hebräisch סמטאות זעם ‚Straßen voller Wut‘), von Etgar Keret, Zmora Bitan, Tel Aviv 1997, OCLC 43904726.

französisch
- Carton Jaune! mit Didier Daeninckx, EP Éditions, 2004, ISBN 978-2848100517.
- K.O. à Tel Aviv, Sammlung von The Realist comics strips, Steinkis, 2012.
- K.O. à Tel Aviv 2, zweite Sammlung von The Realist comics strips, Steinkis, 2014.
- K.O. à Tel Aviv 3, dritte Sammlung von The Realist comics strips, Steinkis, 2016.
- Le Divin mit Tomer Hanuka, Text von Boaz Lavie, Dargaud, 2015, ISBN 978-2205066937.